# Santiago Garcés Arroyo
Santiago Garcés Arroyo (Madrid, 17 de junio de 1915 - ?) fue un político socialista español. Panadero de profesión, fue miembro de «La Motorizada», y es recordado por su intervención en el asesinato de José Calvo Sotelo. Durante la guerra civil, antes de cumplir los 23 años fue nombrado jefe del Servicio de Información Militar (SIM).

## Biografía
Nacido en 1915, desde joven se afilió en el PSOE y las Juventudes Socialistas, siendo obrero del Sindicato de Artes Blancas. Garcés fue miembro de «La Motorizada», una milicia socialista cuyos miembros solían actuar de guardaespaldas de dirigentes del PSOE, especialmente de Indalecio Prieto.
El 12 de julio de 1936 el teniente de Asalto José del Castillo fue asesinado en Madrid por pistoleros no identificados. Castillo era uno de los instructores de la Motorizada. Esa madrugada se congregaron en el Cuartel de Pontejos de la Guardia de Asalto varios policías, el oficial de la guardia civil Fernando Condés y paisanos pertenecientes a las milicias socialistas como Garcés o Luis Cuenca. Garcés era amigo de Condés. En medio de la indignación, muchos clamaban venganza por este y otros asesinatos cometidos por pistoleros derechistas. Desde Pontejos partieron varias camionetas policiales con listas de falangistas a los que detener. En una de estas camionetas se encontraban un grupo de guardias de Asalto, Condés, Garcés y Cuenca. Con el pretexto de efectuar un registro, y amparados en las credenciales de la Guardia Civil de Condés, este y algunos otros penetraron en casa del diputado derechista José Calvo Sotelo, a quien pidieron les acompañase a la sede de la Dirección General de Seguridad (DGS). Al principio Calvo Sotelo se resistió, pero finalmente accedió y se marchó con los policías. En mitad del trayecto, inesperadamente, Luis Cuenca descerrajó dos disparos a Calvo Sotelo y este cayó muerto al suelo de la camioneta.
Al día siguiente, al igual que otros que iban en la camioneta, Garcés fue detenido por la policía e interrogado.
Tras el estallido de la Guerra Civil, a los pocos días Condés y Cuenca murieron en combate en la Sierra de Guadarrama. Garcés, sin embargo, sobrevivió e ingresó en el Cuerpo de Carabineros, donde alcanzaría el rango de capitán. El 7 de abril de 1938 fue nombrado adjunto del jefe del Servicio de Información Militar (SIM), y en mayo se convirtió en jefe del SIM, sustituyendo a Manuel Uribarri. A pesar de ser miembro del PSOE y antaño un decidido partidario de Prieto, Garcés mantuvo buenas relaciones con los comunistas y con los agentes del NKVD en España. El historiador Stanley G. Payne  ha llegado a sugerir que Garcés pudiera ser un agente del NKVD soviético, aunque no haya pruebas que avalen este extremo. Durante el período de mando de Garcés, al tiempo que la República perdía la guerra, el SIM aumentó su represión en la zona republicana contra los anarquistas, derrotistas y elementos de la Quinta columna franquista. Cuando los franquistas ocuparon Cataluña a comienzos de 1939, Garcés fue de los oficiales que regresó a la zona centro-sur que todavía controlaba la República. Hacia el final de la guerra fue ascendido a comandante.
Al terminar la guerra se exilió a Francia y posteriormente emigraría a México.
Hacia 1987 se encontraba viviendo en Santa Pola, como relató en una conversación con Miguel Pouget que tuvo lugar en el club náutico de Los Alcázares (Murcia). Manifestó haber visitado España en los años setenta como directivo de PEMEX (Petróleos Mexicanos). En el curso de esa conversación relató información inédita de los últimos días en España del Dr. Negrín y sus fieles en la finca de Petrel donde se alojaban, especialmente la propuesta formulada por el propio Garcés de bombardear la Ciudad del Vaticano para que el territorio que restaba a la República fuera ocupado por una fuerza militar internacional, impidiendo que lo hicieran las tropas franquistas. Esta insensatez fue obviamente rechazada por el Dr. Negrín.